# Zračna luka Sarahs
Zračna luka Sarahs (IATA kod: CKT, ICAO kod: OIMC) smještena je pokraj grada Sarahsa u sjeveroistočnom dijelu Irana odnosno pokrajini Razavi Horasan. Nalazi se na nadmorskoj visini od 288 m. Zračna luka ima jednu asfaltiranu uzletno-sletnu stazu dužine 3986 m, a koristi se za tuzemne letove. 

## Vanjske poveznice
- (engl.) [neaktivna poveznica]
- (engl.) DAFIF, Great Circle Mapper: CKT